# Quercus texana
Quercus texana — вид рослин з родини букових (Fagaceae); поширений на півдні США й у долині р. Міссісіпі.

## Опис
Це від середнього до великого, швидкоросле, листопадне дерево, з відкритою кроною, заввишки 25–35 метрів. Кора спочатку сіро-коричнева, гладка, чорніє з плоскими грядами. Гілочки коричневі до сірих, голі. Листки 10–20 × 5–12 см; основа клиноподібна; верхівка загострена; край з 5–9 вузькими частками і глибокими, широко закругленими пазухами; верх гладкий, голий, темно-зелений; низ блідіший, із пучками волосків у пазусі жилок; ніжка гола, 2–5 см. Цвіте навесні. Жолуді дворічні; горіх від широко яйцюватого до широко еліпсоїдного, 15–26 × 13–18 мм, голий або малозапушений; чашечка тонка, глибоко келихоподібної форми з вираженим звуженням біля основи, глибиною 10–16 мм × шириною 15–22 мм, охоплює від 1/4 до 1/2 горіха, кінчики лусок притиснуті, гострі.

## Поширення й екологія
Поширений на півдні США й у долині р. Міссісіпі (Міссісіпі, Іллінойс, Теннессі, Арканзас, Луїзіана, Оклахома, Алабама, Кентуккі, Міссурі, Техас).
Цей вид росте на вологих глинистих ґрунтах уздовж заплав, струмків та низовин, але може переносити більш сухі місця; росте на висотах 0–200 м.

## Використання
Q. texana — хороший кандидат для посадки як тіньове дерево. Хоча нині не широко культивується і не продається як декоративний матеріал, цей вид можна знайти у продажу в розплідниках в межах своєї місцевості.

## Загрози
Q. texana сприйнятливий до дубового в'янення, спричиненого грибком Ceratocystis fagacearum. Крім того, основною загрозою для Quercus texana є кліматичні зміни.

## Галерея

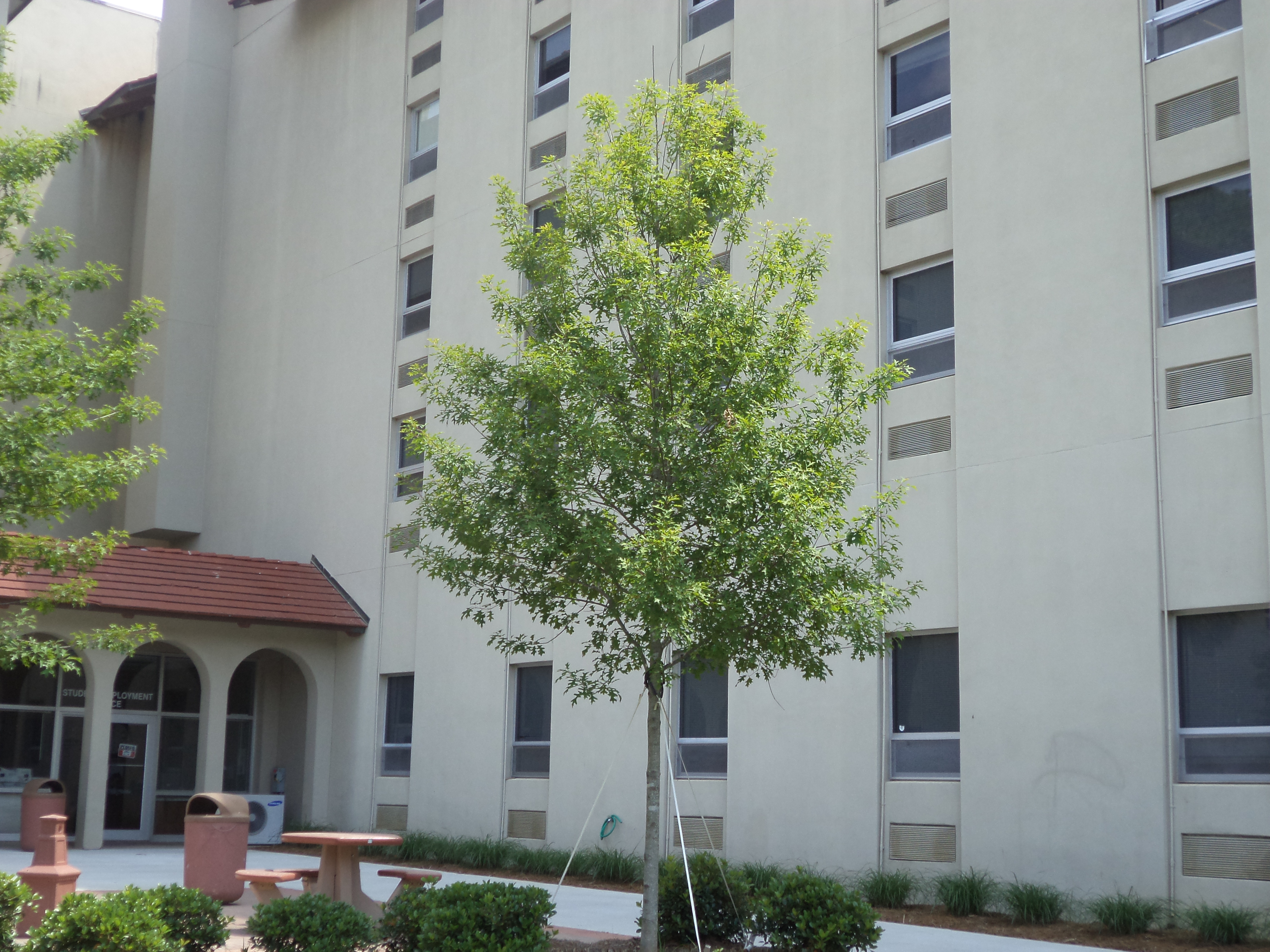
деревце у культивуванні
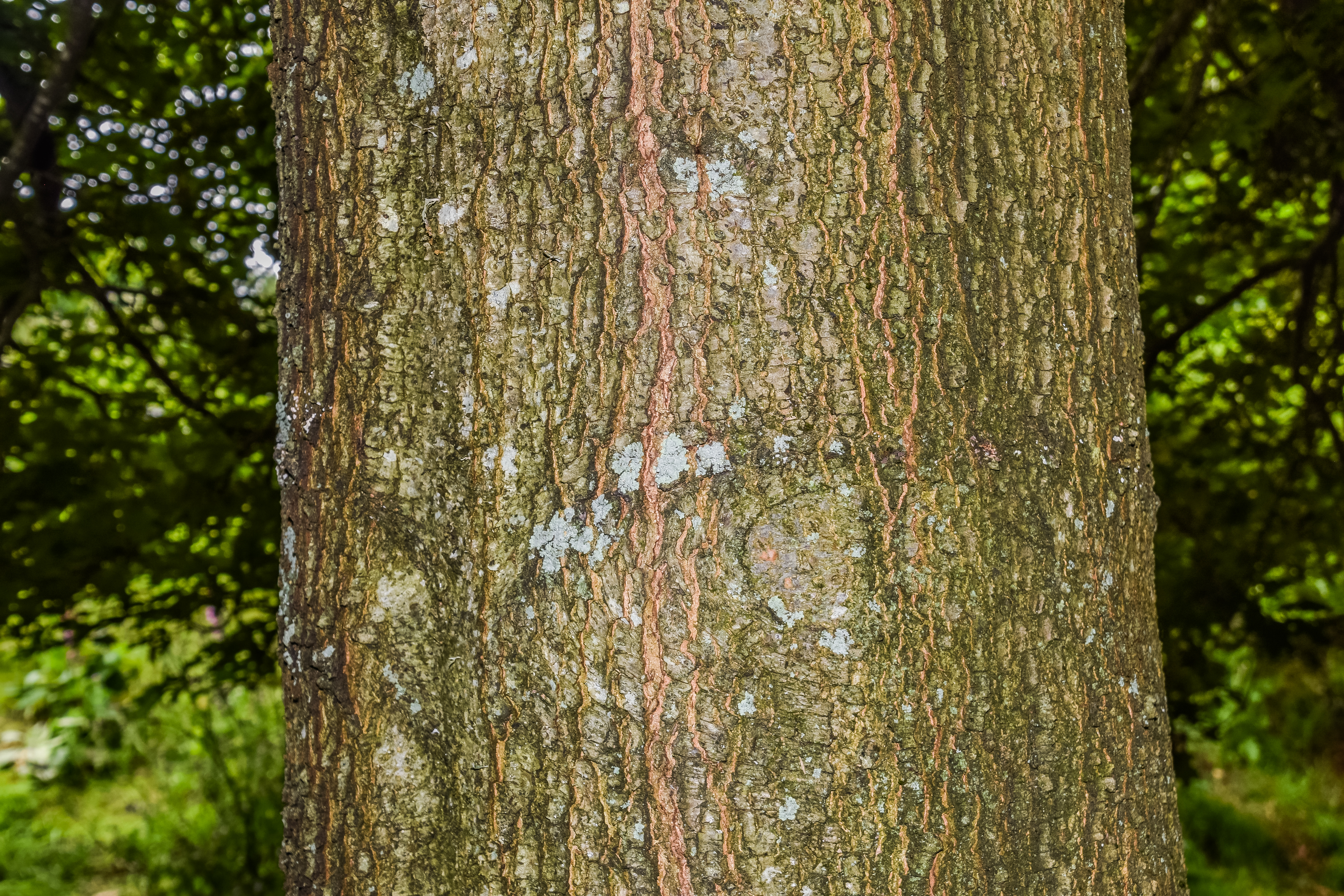
стовбур
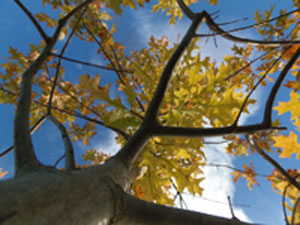
стовбур
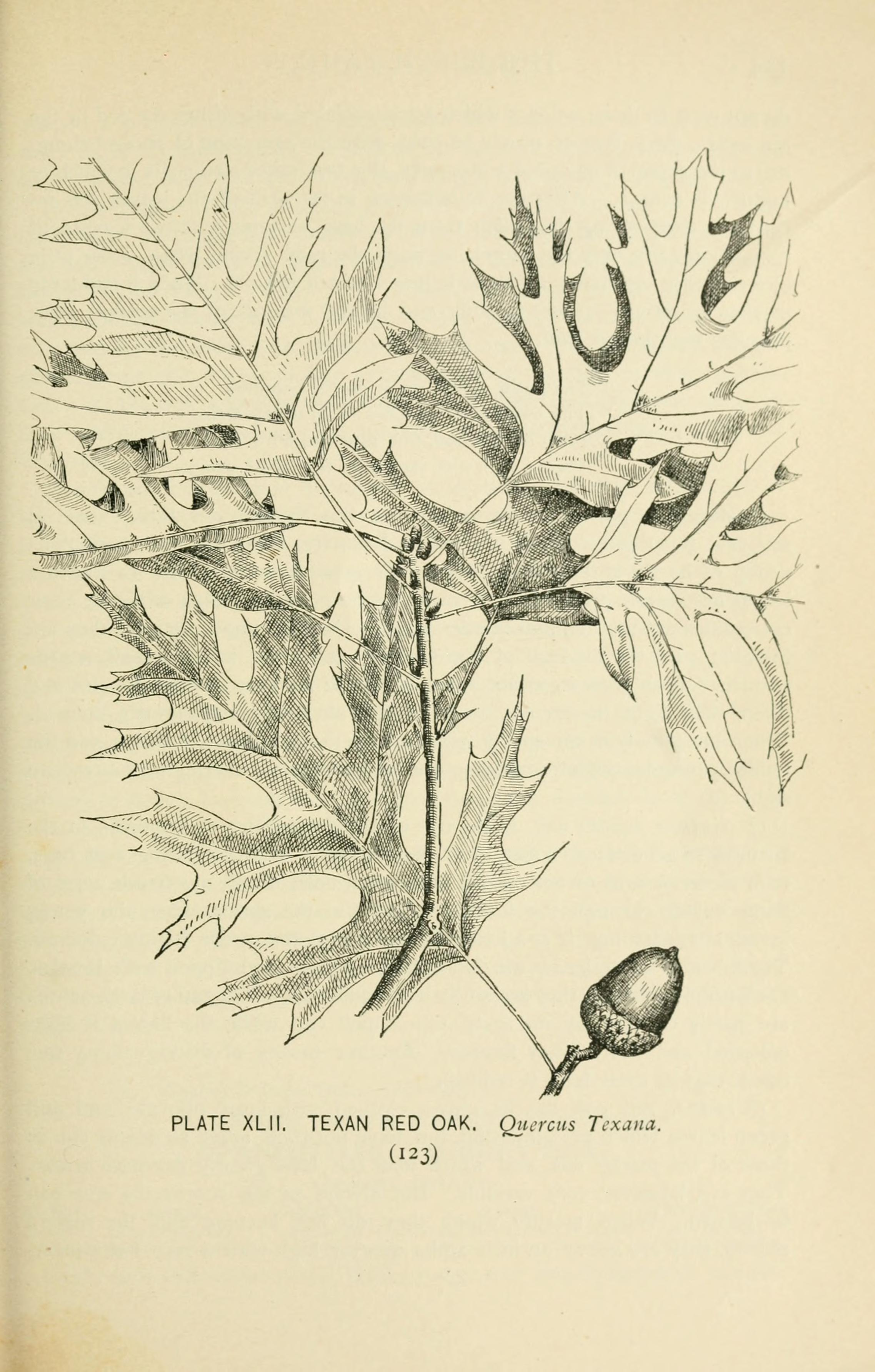
ілюстрація